# Woiwodschaft Tarnobrzeg

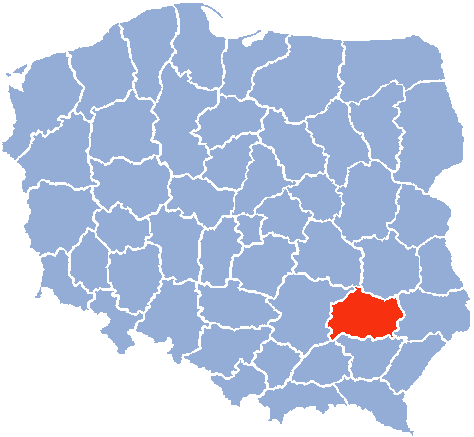
Woiwodschaft Tarnobrzeg

Die Woiwodschaft Tarnobrzeg (pl.: województwo tarnobrzeskie) war in den Jahren 1975 bis 1998 eine polnische Verwaltungseinheit, die im Zuge einer Gebietsreform in Teilen der heutigen Woiwodschaften Lublin, Heiligkreuz und dem Karpatenvorland aufging. Ihre Hauptstadt, wenn auch nicht größte Stadt, war Tarnobrzeg.
Bedeutende Städte waren (Einwohnerzahlen von 1995):
- Stalowa Wola (71.900)
- Tarnobrzeg (50.700)
- Sandomierz (27.000)

## Quelle
- Dz.U. 1975 nr 17 poz. 92 (polnisch) Gesetz über die Zuordnung von Städten und Gemeinden zu den Woiwodschaften vom 30. Mai 1975 (PDF-Datei; 783 kB)